# Challenger de Cherburgo 2015
El torneo Challenger La Manche 2015, fue un torneo profesional de tenis. Perteneció al ATP Challenger Tour 2015. Se disputó su 22.ª edición sobre superficie dura, en Cherburgo-Octeville, Francia entre el 23 de febrero y el 1 de marzo de 2015.

## Jugadores participantes del cuadro de individuales
| Favorito | País                  | Jugador           | Rank1 | Posición en el torneo |
| -------- | --------------------- | ----------------- | ----- | --------------------- |
| 1        | Bandera de Francia    | Kenny de Schepper | 103   | Cuartos de Final      |
| 2        | Bandera de Bélgica    | Steve Darcis      | 115   | Segunda ronda         |
| 3        | Bandera de Alemania   | Andreas Beck      | 117   | Primera ronda         |
| 4        | Bandera de Uzbekistán | Farrukh Dustov    | 118   | Primera ronda         |
| 5        | Bandera de Francia    | Nicolas Mahut     | 119   | Segunda ronda         |
| 6        | Bandera de Francia    | Benoît Paire      | 121   | FINAL                 |
| 7        | Bandera de Eslovaquia | Norbert Gombos    | 124   | CAMPEÓN               |
| 8        | Bandera de Bélgica    | Niels Desein      | 155   | Segunda ronda         |

- 1 Se ha tomado en cuenta el ranking del 2 de febrero de 2015.

### Otros participantes
Los siguientes jugadores recibieron una invitación (wild card), por lo tanto ingresan directamente al cuadro principal (WC):
- Enzo Couacaud
- Jonathan Eysseric
- Benoît Paire
- Alexandre Sidorenko

Los siguientes jugadores ingresan al cuadro principal tras disputar el cuadro clasificatorio (Q):
- Sergey Betov
- Daniel Brands
- Federico Gaio
- Maxime Teixeira

## Campeones

### Individual Masculino
- Norbert Gombos derrotó en la final a  Benoît Paire, 6–1, 7–6(7–4)

### Dobles Masculino
- Andreas Beck /  Jan Mertl derrotaron en la final a  Rameez Junaid /  Adil Shamasdin, 6–2, 3–6, [10–3]